# Agàsies d'Estamfàlia
Agàsies d'Estimfàlia (en llatí Agasias, en grec antic Ἀγασίας "Agasías") fou un militar grec d'Estimfal, a l'Arcàdia, que Xenofont menciona sovint, i diu d'ell que era un valent i actiu oficial de l'Expedició dels deu mil. Va ser ferit mentre lluitava contra Asidates.